# Emine Djaparova
Emine Boudjourova ou Djaparova , née le 5 mai 1983 à Krasnodar, est une journaliste et femme politique tatare ukrainienne.
Elle travaille pour A.T.R. de 2011 jusqu'à sa disparition en 2014, puis pour Radio-Svoboda.
Elle est vice-ministre des affaires étrangères du gouvernement Chmyhal de juin 2020 à avril 2024,, remplacée à ce poste par Andrii Sybiga.